# Žeje, Naklo
Žeje je naselje v Občini Naklo.